# Африканские пляжные игры 2019
I Африканские пляжные игры 2019 (порт. Africanos jogos de praia 2019; англ. 2019 African Beach Games) проходили на острове Сал, Кабо-Верде с 14 по 23 июня 2019 года. В 11 видах спорта приняло участие 1000 атлетов из 54 стран Африки.

## Страны-участницы
| - Алжир - Ангола - Бенин - Ботсвана - Буркина-Фасо - Бурунди - Габон - Гамбия - Гана - Гвинея - Гвинея-Бисау - Демократическая Республика Конго - Джибути - Египет - Замбия - Зимбабве - Кабо-Верде - Камерун | - Кения - Коморы - Республика Конго - Кот-д’Ивуар - Лесото - Либерия - Ливия - Маврикий - Мавритания - Мадагаскар - Малави - Мали - Марокко - Мозамбик - Намибия - Нигер - Нигерия - Руанда | - Сан-Томе и Принсипи - Сейшельские Острова - Сенегал - Сомали - Судан - Сьерра-Леоне - Танзания - Того - Тунис - Уганда - ЦАР - Чад - Экваториальная Гвинея - Эритрея - Эсватини - Эфиопия - ЮАР - Южный Судан |

### Виды спорта
- Баскетбол 3х3
- Гребля на байдархах и каноэ
- Карате
- Кайтбординг
- Лёгкая атлетика
- Плавание на открытой воде
- Пляжный волейбол
- Пляжный гандбол
- Пляжный теннис
- Пляжный футбол
- Футбольный фристайл